# Umschalttaste

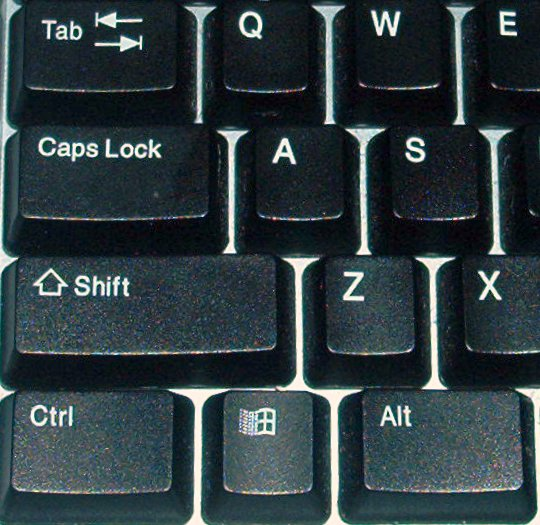
Shift-Taste auf einer amerikanischen Windows-Tastatur

Die Umschalttaste oder Shift-Taste (englisch shift ‚umschalten‘, ‚umstellen‘) ist eine Taste, die auf Tastaturen von Computern und Schreibmaschinen (Hochstelltaste) vorkommt. Sie ist oft linksbündig mit einem nach oben zeigenden Pfeil beschriftet. Das dafür angedachte Symbol ist als Unicode Code Point U+21E7 unter dem Namen Weißer Pfeil nach oben (Deutsch) bzw. Upwards White Arrow (englisch) standardisiert. Es zeigt nur die Kontur der Pfeilform, seine Fläche ist nicht gefüllt (daher Weißer/White): ⇧ 
Die Tasten werden zum Umschalten zwischen Betriebsmodi benutzt, z. B. um zwischen der Erst- und Zweitbelegung aller Tastaturtasten zu wechseln. So kann man durch Drücken und Halten der Umschalttaste vor und während des Drückens der Taste eines Buchstabens den entsprechenden Großbuchstaben statt eines Kleinbuchstabens eingeben. So können auch verschiedene Sonderzeichen eingeben werden, die den Nummerntasten des alphanumerischen Tastaturbereichs als Zweitbelegung zugeordnet sind. Bei gedrückter (also gehaltener) Umschalttaste kann i. d. R. mit einer Pfeiltaste, ←, ↑, ↓ oder →, in die entsprechende Richtung Text markiert werden. Durch zusätzliches Halten der Steuerungstaste (Windows, Linux) bzw. Wahltaste (macOS) werden ganze Wörter (bei ← und →) oder Absätze (bei ↑ und ↓) markiert. Weiters gilt (zumindest unter Windows): Solange eine Umschalttaste gedrückt ist, verhält sich der Ziffernblock so, wie wenn das Licht der Num-Taste aus wäre, auch wenn es an ist.
Zur besseren Unterstützung des Zehnfingersystems gibt es zwei Umschalttasten, sowohl rechts als auch links, mit meist identischer Funktion. Einige Programme unterscheiden zwischen linker und rechter Umschalttaste, insbesondere Spiele, Textverarbeitungsprogramme aber nicht.
Auch für verschiedene Tastenkombinationen zur Steuerung von Betriebssystem-Funktionen wird die Taste benötigt. So wird beispielsweise unter Microsoft Windows kein Autostart beim Starten und kein Autorun beim Einlegen bzw. Einstecken von Medien (CDs, Speicherkarten, USB-Sticks) ausgeführt, während die Taste gedrückt ist.
Um zufällige Ergebnisse zu vermeiden, ist das „gleichzeitige Drücken der Umschalttaste“ nicht wörtlich zu nehmen. Genau genommen muss sie mehr oder weniger kurz vor der beabsichtigten Zeichentaste gedrückt und je nach verwendeter Technik entsprechend lang gedrückt und gehalten werden. Bei einer Computertastatur genügt ein Tastendruck wenige Millisekunden vorher, und das Lösen der Umschalttaste kann gefahrlos vor dem Lösen der Zeichentaste erfolgen. Anders ausgedrückt: Während der Eingabe des gewünschten Großbuchstabens (oder Sonderzeichens) muss diese Taste gedrückt sein. Bei einer (elektro)mechanischen Schreibmaschine muss die Umschalttaste wesentlich früher gedrückt und meistens auch bis nach dem Anschlag der Type gehalten werden.
Bei mechanischen Schreibmaschinen hebt die ihrerzeit Hochstelltaste genannte Taste die Schreibwalze oder senkt den Typenhebelkorb ab und sorgt so dafür, dass die Typen an einer anderen Position gegen das Farbband geschlagen werden, wodurch Großbuchstaben (bzw. Sonderzeichen) auf das Papier kommen. Bei einer jüngeren, (elektro)mechanischen Schreibmaschine bleibt dagegen die Papierwalze immer unverändert, und die fortan Umschalttaste genannte Taste senkt entweder den Typenhebelkorb ab oder dreht den Kugelkopf oder das Typenrad um 180 Grad.